# Vincenzo Petra
Pour les articles homonymes, voir Petra.
Vincenzo Petra, né le 13 novembre 1662 à Naples, alors capitale du royaume de Naples, et mort le 21 mars 1747 à Rome, est un cardinal italien des XVIIe et XVIIIe siècles.

## Biographie
Vincenzo Petra exerce diverses fonctions au sein de la Curie romaine. Il est nommé archevêque titulaire de Damas (de) en 1712 et est notamment secrétaire de la Congrégation des évêques.
Le pape Benoît XIII le crée cardinal lors du consistoire du 20 novembre 1724.
Le cardinal Petra est préfet de la Congrégation pour la Propaganda Fide en 1727, Grand pénitencier en 1730 et camerlingue du Sacré Collège en 1733. Il participe au conclave de 1730 (élection de Clément XII) et à celui de 1740 (élection de Benoît XIV).

### Sources
- Fiche du cardinal Vincenzo Petra sur le site fiu.edu